# Cooperativa de crédito
Cooperativa de Crédito é uma associação de pessoas, que buscam através da ajuda mútua, sem fins lucrativos, uma melhor administração de seus recursos financeiros.
O objetivo da cooperativa de crédito é prestar assistência creditícia e a prestação de serviços de natureza bancária a seus associados com condições mais favoráveis.

## Brasil
No Brasil as cooperativas de crédito são equiparadas às instituições financeiras (Lei nº 4.595) e seu funcionamento deve ser autorizado e regulado pelo Banco Central do Brasil. O Cooperativismo possui também legislação própria, a Lei 5.764/71 e a Lei Complementar 130/2009.
O Brasil figura atualmente como o 16º colocado neste ranking de volume de ativos administrados pelas cooperativas de crédito. As mais de 1.400 cooperativas existentes no Brasil administram ativos em torno de US$ 16 bilhões, oriundos de seus quase 4 milhões de associados. A fatia de mercado das cooperativas de crédito é em torno de 3% do total do país. O cooperativismo de crédito é representado no Brasil pelos sistemas SICREDI, SICOOB, UNICRED, ANCOSOL e  a CRESOL , que é uma das maiores cooperativas tem mais de 2.000 funcionários e também por Cooperativas Independentes (solteiras) não ligadas a uma Confederação.
Em 2009, o Banco Central, por meio das circulares 3438 e 3457, permitiu às Cooperativas de Crédito tornarem-se titulares de Contas de Liquidação. Desta forma as Cooperativas passaram a compensar seus próprios cheques, bloquetos de cobrança bancária, bem como processar TEDs e DOCs, sem a necessidade de recorrer a bancos liquidantes. Hoje, cerca de cinquenta Cooperativas de Crédito já efetuam suas liquidações, diretamente ou através de suas centrais.

## Portugal
O regime jurídico português, no que respeita a cooperativas de crédito, apenas contempla as cooperativas de crédito agrícola instituído num grupo com a mesma designação Crédito Agrícola, tendo como estruturas centrais a Caixa Central de Crédito Agrícola Mútuo.